# Zinapolys uticola
Zinapolys uticola är en mångfotingart som beskrevs av Chamberlin och Wang 1952. Zinapolys uticola ingår i släktet Zinapolys och familjen stenkrypare. Inga underarter finns listade i Catalogue of Life.